# Harland & Wolff
Harland & Wolff je severoirská loděnice sídlící na Queen's Island v Belfastu. Jedná se o jednu z nejvýznamnějších loděnic z období plavby velkých zaoceánských lodí. V době svého největšího rozmachu byla loděnice s 20 tisíci pracovníky největším zaměstnavatelem v Severním Irsku.
Od 90. let 20. století loděnice vlivem nedostatku zakázek utlumovala stavitelskou činnost a stále více se zaměřovala na opravy lodí a inženýrskou činnost pro pobřežní energetiku. V roce 2019 bankrotující podnik koupila energetická společnost InfraStrata s cílem obnovit Harland & Wolff jako udržitelný strojírenský a loďařský podnik. Vzniklý holding Harland & Wolff Group Holdings během pěti let ovládl další tři loděnice a získal první větší zakázky, avšak roku 2024 byl nucen vyhlásit platební neschopnost. Jádro společnosti ve čtyřech lokalitách roku 2025 získala španělská loděnice Navantia.

## Historie

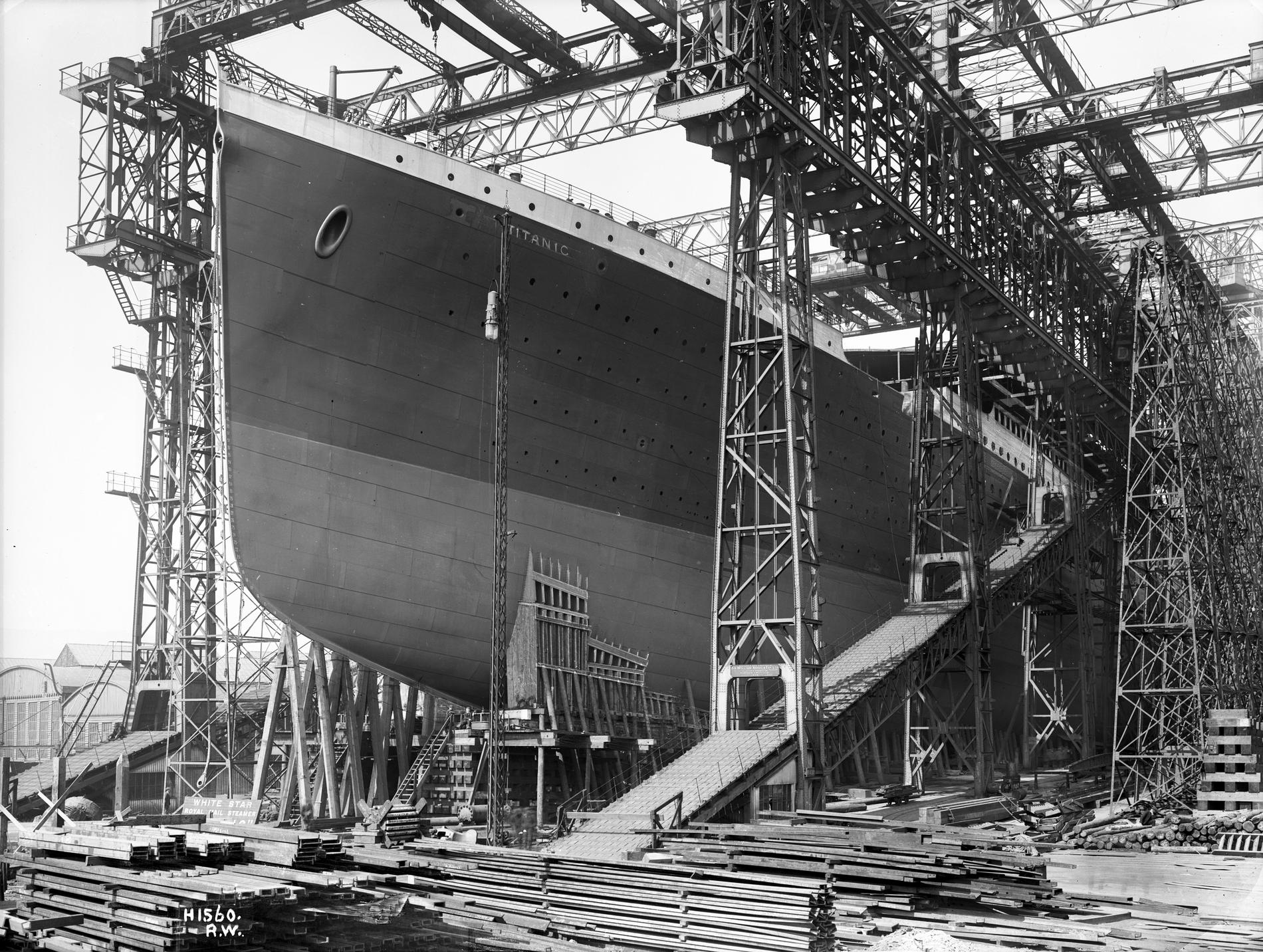
RMS Titanic během stavby v loděnici Harland & Wolff

Harland and Wolff byla založena v roce 1861. U jejího zrodu stáli Edward James Harland (1831–1895) a Gustav Wilhelm Wolff, původem z Hamburku. Během své existence loděnice vyrobila řadu známých lodí, mezi nimi i RMS Titanic. Po druhé světové válce firma postupně upadla.
Nedostatek investic a nových zakázek postupně vedl k úpadku loděnice. Roku 1990 byla na vodu spuštěna bojová zásobovací loď RFA Fort Victoria (A387), její poslední válečná loď. Úplně posledním plavidlem byla roku 2003 zásobovací loď MV Anvil Point pro Royal Fleet Auxiliary. Firma se postupně zaměřila na inženýrskou činnost pro pobřežní energetiku a opravy lodí. Roku 2019 se počet zaměstnanců snížil na 79.

## Obnova

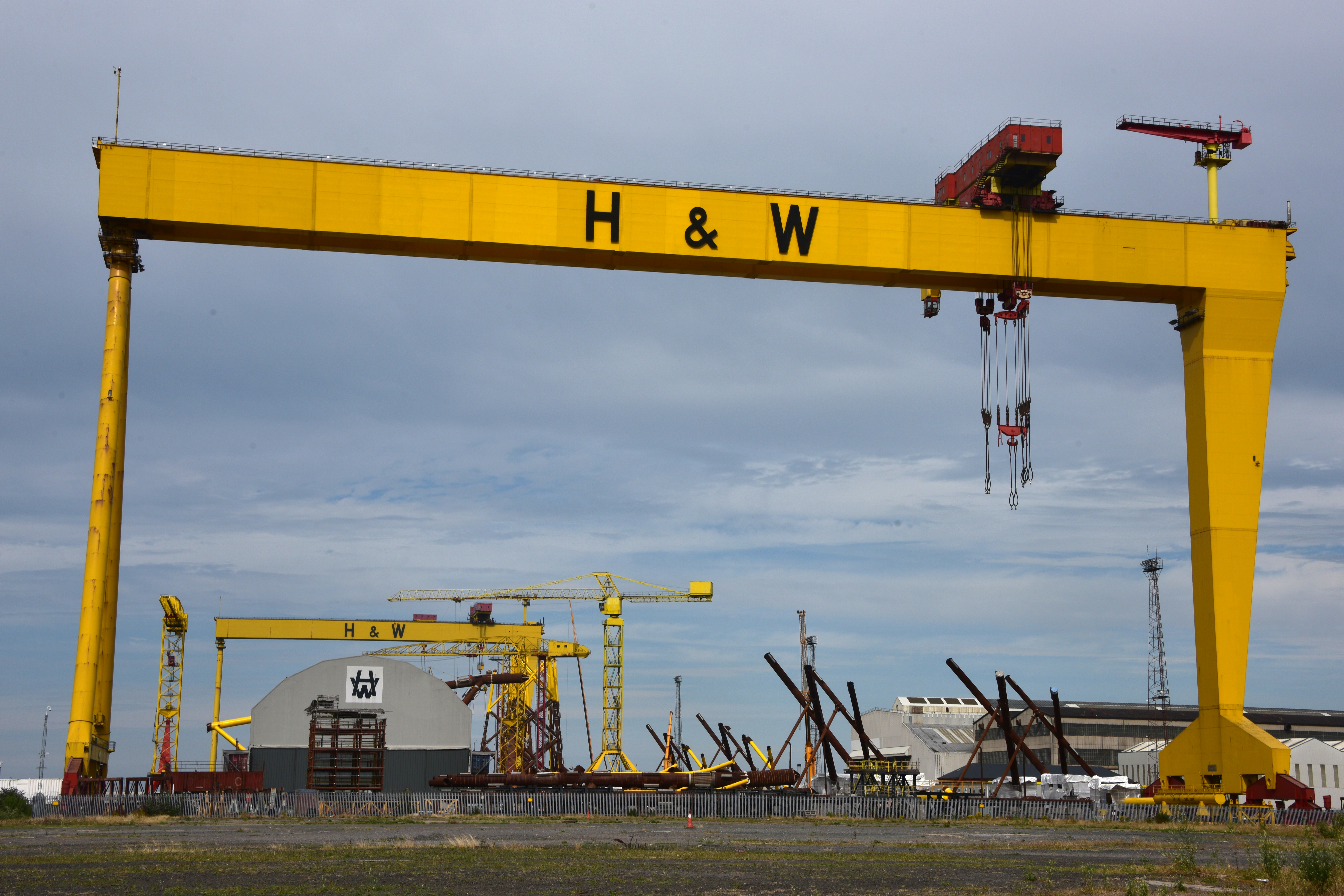
Symbolem loděnice se staly výkonné jeřáby pojmenované Samson a Goliath

V prosinci 2019 bankrotující podnik Harland and Wolff koupila energetická společnost InfraStrata (od roku 2021 Harland & Wolff Group Holdings), jejíž původní vizí bylo společnost využít pro podporu svého projektu skladování zemního plynu v Islandmagee v Severním Irsku. Zároveň však plánovala společnost Harland & Wolff Group Holdings obnovit jako udržitelný strojírenský a loďařský podnik. Napomoci tomu měla spolupráce se španělskou loděnicí Navantia. Obnova podniku byla financována soukromými věřiteli a bankami. Základem holdingu H&W Group byl rozsáhlý průmyslový areál v Belfastu a tamní suchý dok Belfast Dry Dock schopný pojmout letadlovou loď třídy Queen Elizabeth. V srpnu 2020 H&W Group koupila malou loděnici Appledore v severním Devonu, kterou původní vlastník Babcock International uzavřel v březnu 2019. Prvním projektem loděnice Appledore se roku 2022 stala modernizace minolovky HMS Quorn (M41) pro Litevské námořnictvo. V únoru 2021 společnost H&W Group koupila bývalé loděnice v Methilu a Arnishu ve Skotsku. Oba závody se zaměřovaly především na strojírenskou výrobu pro větrné parky a těžbu ropy a zemního plynu.
H&W Group se podařilo získat první zakázky, takže na konci roku 2023 zaměstnávala tisíc pracovníků (partnerská Navantia se podílela na jejich školení). V roce 2023 úspěla v rámci konsorcia Team Resolute (Harland & Wolff, BMT a Navantia UK) ve významné soutěži na bojové zásobovací lodě Fleet Solid Support (FSS) pro Britské královské námořnictvo. Na kontraktu měla mít až 50% podíl (z jeho celkové hodnoty 1,4 miliardy liber). Do stavby FSS se měly zapojil loděnice v Belfastu a Appledore, které byly za tím účelem modernizovány. Do roku 2024 loděnice mimo jiné získala zakázku na přestavbu těžebního plavidla SeaRose (hodnota 100 milionů liber), dodala 23 bárek pro nakládání s odpady na Temži (hodnota 18 milionů liber) a byla preferovaným uchazečem pro dodání přístavního zařízení pro vládu Falklandských ostrovů.

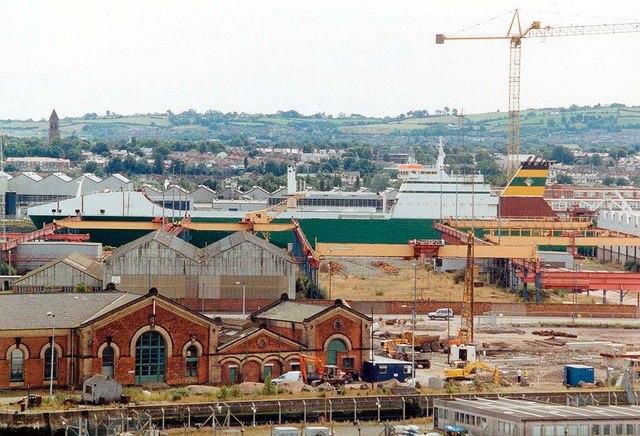
Zásobovací loď MV Anvil Point během stavby v loděnici Harland & Wolff

Zároveň se H&W Group dostala pod silný tlak kvůli nárůstu úrokových sazeb a provozních nákladů. Jejím hlavním věřitelem byla americká společnost Riverstone Credit Partners, přičemž 120 milionů liber jí mělo být splaceno do konce roku 2024. V prosinci 2023 vláda toryů vydala oficiální prohlášení pro trh, že ministři v zásadě schválili záruku na úvěr ve výši 200 milionů liber z programu UK Export Finance (UKEF) za konkurenceschopnější úrokovou sazbu. O záruku žádala sama společnost H&W Group. Poskytnutí záruky v roce 2024 odmítla nová labouristická vláda Keira Starmera, což vedlo ke krizi. V září 2024 mateřský holding H&W Group vyhlásil platební neschopnost a začal zkoumat možnosti restrukturalizace, včetně možného prodeje klíčových aktiv. Dotčeny přitom neměly být provozy potřebné pro uskutečnění programu FSS. Práce na SeaRose a minolovce Quorn pokračovaly jen díky přímému financování od zákazníků.
V prosinci 2024 média informovala o probíhajících jednáních o získání loděnice španělskou loděnicí Navantia. Součástí záchranné dohody by byla vládní podpora ve výši 70 milionů liber. V lednu 2025 Navantia UK informovala o dokončení akvizice loděnic Harland & Wolff v Belfastu, Appledore, Methilu a Arnishu. Brzy poté Navantia zahájila práce na modernizaci loděnice.